# Microichthys
Microichthys is een geslacht van straalvinnige vissen uit de familie van diepwaterkardinaalbaarzen (Epigonidae). Het geslacht is voor het eerst wetenschappelijk beschreven in 1852 door Rueppell.

## Soorten
- Microichthys coccoi Rüppell, 1852
- Microichthys sanzoi Spartà, 1950